# History 2
A History 2 a History Channel társcsatornája volt. Tulajdonosa az A&E Networks volt.[forrás?]

## Története Magyarországon
A megállapodást Izabella Wiley, az A+E Networks közép- és kelet-európai kirendeltségének ügyvezető igazgatója jelentette be:[forrás?]
„Örömmel indítjuk el a magyar nézők számára a History 2-t régi partnerünk, a Magyar Telekom közreműködésével. A History 2 lebilincselő műsorai Európa-szerte egyre népszerűbbek a nézők és a szolgáltatók körében. Testvércsatornája, a History jelentős piaci részesedésre tett szert Magyarországon az elmúlt 12 hónap folyamán, a History 2 lokalizált műsora pedig még több lehetőséget teremt a nézők számára, hogy bepillantsanak a világ legizgalmasabb rejtélyei mögé.”
Magyarországon 2020. január 7-én kezdte meg sugárzását a először a Telekom kínálatában a Food Network helyén. 2020. február 1-jén a PR-Telecom kínálatába is bekerült.
A csatorna 2021.  január 4-én megszűnt. A megszűnés oka, hogy a fent említett két szolgáltatón kívül egyetlen szolgáltatót sem izgatott annyira, hogy felvegyék kínálatukba a csatornát. Épp ezért nem is örvendett túl nagy népszerűségnek. A csatorna három nap híján egy évet élt, így a rövid életű magyar tévécsatornák közé tartozik.

## Műsorstruktúra
A csatorna főként a természettudomány, hadtörténelem, az ókori és legújabb kori történelem legkülönfélébb területeit, és az emberiség körüli világ kevésbé ismert tényeit mutatta be.

## Műsorkínálat
- A hajó, amely megfordította a háborút
- A II. világháború elveszett aranya
- A jövő történelme
- A Tesla-akták nyomában
- Az elveszett bizonyíték
- Az elveszett óriás keresése
- Az igazság mélyen rejlik
- Elhagyott építmények
- Folyami kincsvadászok
- Honnan származik?
- II. Világháborús kincskeresők
- Lehetetlen ókori találmányok
- Megfejtett rejtélyek
- Rejtélyvadászok
- Titkos dosszié
- Történelmi brit katasztrófák
- Történelmi Top 10
- Uralkodók magánélete